# Unione Sportiva Livorno 1978-1979
Questa voce raccoglie le informazioni riguardanti l'Unione Sportiva Livorno nelle competizioni ufficiali della stagione 1978-1979.

## Stagione
Nella stagione 1978-1979 il Livorno disputa il girone B della Serie C1, con 32 punti in classifica si piazza in dodicesima posizione, un punto sopra la linea rossa, il torneo ha visto la promozione di Matera e Pisa con 44 punti. Sulla panchina livornese arriva il giovane mister Tarcisio Burgnich ex terzino della grande Inter. In porta il giovane Stefano Tacconi che si affermerà in Italia e nel mondo con la maglia della Juventus. Grande soddisfazione per i tifosi labronici la vittoria (0-1) ottenuta a Pisa il 22 aprile 1979 con un gran gol di Miguel Vitulano, Pisa che all'andata aveva espugnato l'Ardenza e che comunque otterrà la promozione in Serie B. Vitulano con sette centri è miglior marcatore di stagione. Nella Coppa Italia di Serie C la squadra labronica disputa prima del campionato il 17º girone di qualificazione che ha promosso ai sedicesimi di finale il Siena.

## Rosa
| N. |                   | Ruolo | Calciatore           |
| -- | ----------------- | ----- | -------------------- |
|    | Italia (bandiera) | C     | Luciano Aristei      |
|    | Italia (bandiera) | D     | Claudio Azzali       |
|    | Italia (bandiera) | A     | William Barducci     |
|    | Italia (bandiera) | C     | Luigi Bertocco       |
|    | Italia (bandiera) | C     | Luigi Cappelletti    |
|    | Italia (bandiera) | C     | Alessandro Marini    |
|    | Italia (bandiera) | D     | Paolo Cassaghi       |
|    | Italia (bandiera) | P     | Patrizio Castelli    |
|    | Italia (bandiera) | C     | Alberto Costantini   |
|    | Italia (bandiera) | C     | Wagner Di Bartolomeo |
|    | Italia (bandiera) | C     | Maurizio Innocenti   |
|    | Italia (bandiera) | D     | Marco Maggi          |

| N. |                   | Ruolo | Calciatore           |
| -- | ----------------- | ----- | -------------------- |
|    | Italia (bandiera) | A     | Franco Mondello      |
|    | Italia (bandiera) | A     | Paolo Morini         |
|    | Italia (bandiera) | D     | Luciano Mucci        |
|    | Italia (bandiera) | D     | Giancarlo Petrangeli |
|    | Italia (bandiera) | C     | Stefano Piccini      |
|    | Italia (bandiera) | D     | Claudio Sitri        |
|    | Italia (bandiera) | P     | Stefano Tacconi      |
|    | Italia (bandiera) | C     | Antonio Tormen       |
|    | Italia (bandiera) | A     | Giovanni Urban       |
|    | Italia (bandiera) | A     | Michele Vitulano     |
|    | Italia (bandiera) | C     | Gabriele Zottoli     |

## Risultati

### Campionato

#### Girone di andata
| Livorno 1º ottobre 1978 1ª giornata | Livorno        | 0 – 0 | Matera | Stadio Ardenza\| Arbitro: \| Agate (Torino) \| |
| Arbitro:                            | Agate (Torino) |       |        |                                                |

| Arbitro: | Savalli (Trapani) |

|              |           |             |
| Scorrano 61’ | Marcatori | 86’ Zottoli |

| Arbitro: | Sarti (Modena) |

|            |           |                |
| Tormen 28’ | Marcatori | 62’ Carannante |

| Arbitro: | Castaldi (Vasto) |

|           |           |              |
| Ghetti 7’ | Marcatori | 13’ Mondello |

| Arbitro: | Colasanti (Roma) |

|              |           |              |
| Frigerio 58’ | Marcatori | 20’ Mondello |

| Arbitro: | Stillacci (Torino) |

|                     |           |  |
| Vitulano 86’ (rig.) | Marcatori |  |

| Arbitro: | Giaffreda (Roma) |

|                       |           |                     |
| Petrangeli 31’ (aut.) | Marcatori | 80’ (rig.) Vitulano |

| Arbitro: | Lussana (Bergamo) |

|              |           |                         |
| Barducci 91’ | Marcatori | 70’ (rig.) Perissinotto |

| Arbitro: | Casella (Voghera) |

|             |           |  |
| Snidaro 15’ | Marcatori |  |

| Arbitro: | Castaldi (Vasto) |

|  |           |             |
|  | Marcatori | 44’ Barbana |

| Arbitro: | Falzier (Treviso) |

|              |           |                |
| Rambotti 69’ | Marcatori | 76’ Petrangeli |

| Livorno 17 dicembre 1978 12ª giornata | Livorno            | 0 – 0 | Pro Cavese | Stadio Ardenza\| Arbitro: \| Manfredini (Pavia) \| |
| Arbitro:                              | Manfredini (Pavia) |       |            |                                                    |

| Arbitro: | Pirandola (Lecce) |

|              |           |  |
| Barducci 58’ | Marcatori |  |

| Caserta 7 gennaio 1979 14ª giornata | Paganese         | 0 – 0 | Livorno | Stadio Alberto Pinto\| Arbitro: \| Giaffreda (Roma) \| |
| Arbitro:                            | Giaffreda (Roma) |       |         |                                                        |

| Arbitro: | Vitali (Bologna) |

|          |           |  |
| Luzi 23’ | Marcatori |  |

| Arbitro: | Altobelli (Roma) |

|             |           |               |
| Barducci 9’ | Marcatori | 79’ Luteriani |

| Arbitro: | Parussini (Udine) |

|                  |           |  |
| Franceschelli 3’ | Marcatori |  |

#### Girone di ritorno
| Arbitro: | Tubertini (Bologna) |

|                     |           |  |
| Raffaele 75’ (rig.) | Marcatori |  |

| Arbitro: | Sala (Lecco) |

|                     |           |  |
| Vitulano 35’ (rig.) | Marcatori |  |

| Latina 18 febbraio 1979 20ª giornata | Latina           | 0 – 0 | Livorno | Stadio Domenico Francioni\| Arbitro: \| Mondoni (Milano) \| |
| Arbitro:                             | Mondoni (Milano) |       |         |                                                             |

| Livorno 25 febbraio 1979 21ª giornata | Livorno         | 0 – 0 | Lucchese | Stadio Ardenza\| Arbitro: \| Magni (Bergamo) \| |
| Arbitro:                              | Magni (Bergamo) |       |          |                                                 |

| Arbitro: | Pairetto (Torino) |

|             |           |  |
| Vitulano 2’ | Marcatori |  |

| Arbitro: | Casella (Voghera) |

|              |           |           |
| Simonato 32’ | Marcatori | 26’ Urban |

| Livorno 25 marzo 1979 24ª giornata | Livorno           | 0 – 0 | Empoli | Stadio Ardenza\| Arbitro: \| Angelelli (Terni) \| |
| Arbitro:                           | Angelelli (Terni) |       |        |                                                   |

| Arbitro: | Sala (Lecco) |

|                           |           |                         |
| Marchini 64’ Gravante 65’ | Marcatori | 8’ Zottoli 85’ Vitulano |

| Livorno 8 aprile 1979 26ª giornata | Livorno          | 0 – 0 | Reggina | Stadio Ardenza\| Arbitro: \| Colasanti (Roma) \| |
| Arbitro:                           | Colasanti (Roma) |       |         |                                                  |

| Arbitro: | Altobelli (Roma) |

|  |           |              |
|  | Marcatori | 83’ Vitulano |

| Arbitro: | Stillacci (Torino) |

|              |           |  |
| Barducci 67’ | Marcatori |  |

| Arbitro: | Cerquoni (Macerata) |

|           |           |  |
| Burla 27’ | Marcatori |  |

| Arbitro: | Armienti (Bologna) |

|           |           |           |
| Radio 42’ | Marcatori | 32’ Urban |

| Arbitro: | Casella (Voghera) |

|                       |           |              |
| Sorrentino 43’ (aut.) | Marcatori | 65’ Jannucci |

| Arbitro: | Corigliano (Crotone) |

|              |           |              |
| Vitulano 38’ | Marcatori | 74’ Beccaria |

| Arbitro: | Pirandola (Lecce) |

|                         |           |  |
| Piccinetti 17’ Zica 82’ | Marcatori |  |

| Arbitro: | Sguizzato (Verona) |

|                               |           |                                          |
| Mondello 5’ Di Bartolomeo 55’ | Marcatori | 43’ (rig.) D'Angelo 67’, 74’ Gabriellini |

### Coppa Italia

#### Diciassettesimo Girone
| 27 agosto 1978 1ª giornata |  | – Turno riposo Livorno |  |  |

| Arbitro: | Segreto (Roma) |

|           |           |            |
| Urban 43’ | Marcatori | 55’ Simoni |

| Arbitro: | Faccenda (Salerno) |

|           |           |                             |
| Succi 86’ | Marcatori | 11’ Urban 59’, 76’ Vitulano |

| 10 settembre 1978 4ª giornata |  | – Turno riposo Livorno |  |  |

| Arbitro: | Pezzella (Frattamaggiore) |

|             |           |                 |
| Gavazzi 78’ | Marcatori | 73’ Cappelletti |

| Livorno 24 settembre 1978 6ª giornata | Livorno           | 0 – 0 | Grosseto | Stadio Ardenza\| Arbitro: \| Angelelli (Terni) \| |
| Arbitro:                              | Angelelli (Terni) |       |          |                                                   |